# Миньярро, Луис
Луи́с Минья́рро Албе́ро (кат. Lluís Miñarro Albero; род. 25 февраля 1949, Барселона, Испания) — каталонский кинопродюсер, режиссёр и сценарист. В правильном каталанском произношении имя произносится «Льюи́с».

## Профессиональная карьера
В 1967 году создал киноклубы «Arts» и «Mirador».
В 1970—1977 годах работал кинокритиком в журналах Destino и Dirigido por. 
В 1989 году создал аудиовизуальную продюсерскую компанию EDDIE SAETA, занимающуюся производством рекламных фильмов, художественных фильмов и видеоклипов.
Был членом жюри кинофестивалей в Лас-Пальмас-де-Гран-Канария (2007), Сан-Себастьяне и Локарно (2009), а также на Московском международном кинофестивале (2025).
16 полнометражных фильмов, которые он спродюсировал, участвовали в самых престижных международных кинофестивалях: в Каннах, Венеции, Берлине, Сан-Себастьяне, Локарно, Торонто, Карловых Варах, Нью-Йорке, Буэнос-Айресе, Шанхае. Один только фильм «В городе Сильвии» был представлен более чем на 52 международных кинофестивалях и укрепил имидж его создателя в таких регионах, как США.

## Фильмография

### Продюсер
- 1996 — «То, чего я тебе никогда не рассказывала», режиссёр Изабель Койшет
- 2001 — «Фонтан Аламо. Ласка времени», режиссёр Пабло Гарсия
- 2003 — «Пустые руки», режиссёр Марк Реча
- 2005 — «По крайней мере одна жалоба», режиссёр Фернандо де Франс
- 2006 — «Честь рыцаря», режиссёр Альберт Серра-и-Хуанола
- 2006 — «Стул», режиссёр Хулио Д. Валловиц
- 2007 — «В городе Сильвии», режиссёр Хосе Луис Герин
- 2007 — «Слушая Габриэля», режиссёр Хосе Энрике Марк
- 2007 — «Ракушка», режиссёр Карлос Амеджо
- 2007 — «Болборета, Марипоса, Папальона», режиссёр Пабло Гарсиа
- 2008 — «Синяя полоса», режиссёр Даниэл В. Вильямедьяна
- 2008 — «Мечта», режиссёр Кристофер Фарнарье
- 2008 — «Ливерпуль», режиссёр Лисандро Алонсо
- 2008 — «Песнь птиц», режиссёр Альберт Серра
- 2009 — «Аита», режиссёр Хосе М. де Орбе
- 2009 — «Труби в рог», режиссёр Луис Миньярро
- 2009 — «Особенности одной блондинки», режиссёр Мануэл де Оливейра

### Режиссёр и сценарист
- 2009 — «Семейная линия» (документальный)
- 2009 — «Труби в рог» (документальный)
- 2012 — «101» (документальный)
- 2014 — «Падающая звезда»
- 2015 — «Эскуделья» (короткометражный фильм)
- 2019 — «Не люби меня»

## Награды  и премии

### Премии
- 2008 — Почётная премия фестиваля в Ситжесе «Мария».
- 2020 — Премия Пепона Коромины, присуждаемая Каталонской киноакадемией[3]/
- 2020 — Национальная культурная премия[2]

### Номинации
- 1996 — «Золотой глобус» за лучший фильм. Пражский фестиваль. «То, чего я тебе никогда не рассказывал»
- 1996 — Приз за лучший сценарий. Кружок кинописателей. «То, чего я тебе никогда не рассказывал»
- 2008 — Приз за лучший фильм. Фестиваль в Хихоне. «Ливерпуль»
- 2008 — Премия Жюля Верна. Фестиваль испанского кино в Нанте. «В городе Сильвии»
- 2008 — Приз за лучший фильм. Коринфский кинофестиваль. «Слушая Габриэля»
- 2004 — Приз за лучший монтаж. Премии Барселоны. «Пустые руки»
- 2005 — Серебряная бизнага за лучший фильм. Фестиваль Зоназина в Малаге. «Ar Meno a Quejío»
- 2006 — 1996: Гран-при. Лучший фильм. Кинофестиваль в Бофорте. «Честь рыцарства»
- 2006 — Специальный приз жюри. Биеннале в Анси, Франция. «Стул»
- 2007 — Приз за лучший фильм. Кинофестиваль в Боготе. «Ракушка»
- 2008 — Приз за лучший фильм. Фестиваль в Хихоне. «Ливерпуль»
- 2008 — Премия Жюля Верна. Фестиваль испанского кино в Нанте. «В городе Сильвии»
- 2008 — Приз за лучший фильм. Коринфский кинофестиваль. «Слушая Габриэля»
- 2009 — Гауди за лучший фильм на каталонском языке за «Песнь птиц»
- 2009 — Приз жюри. В 4-х уголках мира. Франция. «Мечта»
- 2009 — Премия ACE. Ассоциация критиков Нью-Йорка. «В городе Сильвии»
- 2015 — Гауди за лучшую режиссуру фильма «Падающая звезда»